# براندون جنینگز
 براندون جنینگز (انگلیسی: Brandon Jennings؛ زادهٔ ۲۳ سپتامبر ۱۹۸۹) یک بازیکن بسکتبال اهل ایالات متحده آمریکا است.